# Master Musicians of Bukkake
Master Musicians of Bukkake (encore appelé MMOB) est un groupe de musique expérimentale/drone/rock psychédélique/ambient, créée en 2003 à Seattle.

## Composition du groupe
Le groupe est composé de plusieurs musiciens Bill Horist (Ghidra), Brad Mowen (Burning Witch), Dave Abramson (Diminished Men), Milky Burgess & Don McGreevy (Earth), James Davis, John Schuller, Randall Dunn (anciennement dans le groupe Asva), Timb Harris (Estradasphere), Timm Mason (Midday Veil).
Le groupe collaborera notamment avec : Stephen O'Malley (Sunn O)))), Eyvind Kang , Serkan Bagkesen, Mustafa Ipekcioglu, Orkun Tunc entre autres.

## Historique
Le groupe se forme en 2003 dans la ville de Seattle et sort son premier disque deux ans plus tard : Visible Sign of the Invisible Order. L'album contient déjà les bases du style de musique du groupe c'est-à-dire : un mélange de rock psychédélique, de musiques de rituels traditionnelles et d'ambient.
Le groupe signe chez Conspiracy Records, et quatre ans plus tard le groupe sort son deuxième album et le début d'une trilogie : Totem One. Pour cet album, le groupe utilise des sonorités amérindiennes/orientales tout en gardant une touche de rock psychédélique. Le groupe change encore de label et signe chez Important Records. En 2010, il sort Totem Two en conservant ce mix de musique traditionnelle et de musique psychédélique. Un an plus tard le groupe sort Totem Three, dernier épisode de la série des Totem,.
En 2013, le groupe sort un nouvel album intitulé Far West,  optant pour du rock expérimental mélangé à du rock psychédélique marqué par un « recours plus fréquent à des grandes nappes synthétiques, évoquant Goblin, évoluant lentement vers un folk rugueux et halluciné ». Cet album évoque la revente de la Louisiane aux États-Unis .,. Le groupe, aimant se costumer sur scène, se produit dans différents festivals ne craignant pas l’originalité, notamment à Dunajam ou Villette Sonique à Paris,.  Un autre album Further West Quad Cult sort en septembre 2015.
Le groupe s'inspire beaucoup des musiques médiévales, tibétaines ou du Moyen-Orient et utilise beaucoup d'instruments traditionnels comme le Ney ou le Saz.

## Discographie

### Albums en studio
- 2004 : Visible Sign of the Invisible Order
- 2009 : Totem One
- 2010 : Totem Two
- 2011 : Totem Three
- 2013 : Far West
- 2015 : Further West Quad Cult

### Albums live
- 2010 : Elogia de la Sombra
- 2010 : Live I
- 2011 : Twilight Of The Kali Yuga Tours
- 2011 : Live Totems

### Webographie
- « Master Musicians of Bukkake », sur kongfuzi-booking.org.